# Eupithecia cerynea
Eupithecia cerynea es una especie de polilla de la familia Geometridae. La especie fue descrita por primera vez por Herbert Druce habiendo sido descrita en 1893, con distribución en Guatemala. El holotipo de la especie fue descrita en los alrededores de Purula, en el Departamento de Alta Verapaz.

## Descripción
Las alas anteriores y traseras son blancas. Las alas anteriores con el margen costal y el ápice veteados y moteados de gris negruzco, el ángulo anal nublado de negro grisáceo y la línea marginal negra. Las alas traseras están ligeramente irritadas (salpicadas) de escamas grises.